# Mazda B

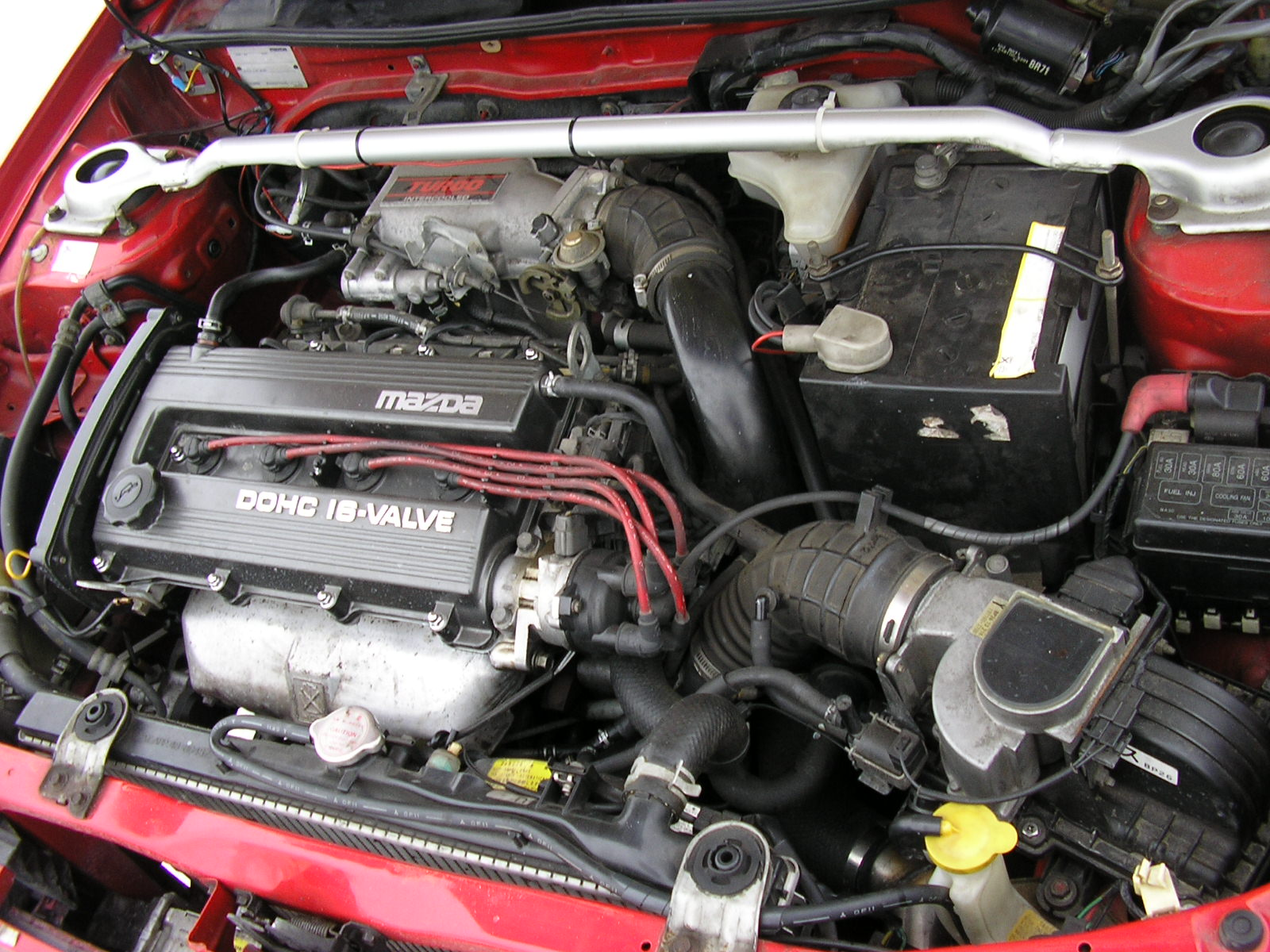
Mazda 323 GTX IV generacja - silnik

Silniki Mazdy z rodziny B to silniki SOHC oraz DOHC o pojemności skokowej od 1100 do 1800 cm³. Pierwotnie były zaprojektowane jako ekonomiczne silniki do samochodów przednionapędowych (FWD). W późniejszym okresie ich produkcji zostały zmodyfikowane jako silniki do samochodów z rodziny 323 GTX z napędem FWD oraz AWD i były wyposażone w turbosprężarkę. Silniki z tej rodziny napędzały również model Mazda MX-5 z napędem RWD.

## B1
Silnik B1 dostępny był tylko jako 8 zaworowy silnik SOHC. Pojemność silnika wynosiła 1138 cm³. Produkowano go w latach 1987-1989 i montowano w samochodach Mazda 121 oraz później w Kia Pride. W latach 1991–1995 montowany był w samochodzie Mazda 121s i był wyposażony w bezpośredni wtrysk.

## B3
Silniki SOHC i DOHC o pojemności 1324cm3 instalowane były samochodach Ford Festiva w latach 1988-1993 oraz Mazda 323 90-107 KM i Ford Laser w latach 1987 - 1989.

## B5
Silnik B5 SOHC miał pojemność 1498 cm³. Silnik ten był instalowany w modelu 323 oraz Ford Laser w latach 1987 - 1989.

## B5 DOHC
Odmiana DOHC silnika B5 produkowanego na rynek japoński. Instalowany w 1989-1994 w modelu Mazda Familia Interplay oraz Ford Laser S. Osiągał moc 110 KM (81 kW) przy 6500 obr./min. oraz moment obrotowy 127 N·m przy 5500obr./min.

## BPT
Silnik ten był montowany w modelach 323 GTX i był wyposażony w turbosprężarkę VJ-21 oraz intercooler. Na potrzeby modelu 323 GT-R oraz 323 GT-aE opracowano wzmocnioną wersję BPD z turbosprężarką VJ-23.
Montowane w samochodach:
- 1989-1994 Mazda 323 GTX
- 1992-1993 (BPD) Mazda 323 GT-R / 'GT-aE
- 1989-1994 Ford Laser TX3 turbo
- Ford Laser GT-X